# Église Saint-Denis de Beton-Bazoches
L'église Saint-Denis est une église catholique située à Beton-Bazoches, en France.

## Localisation
L'église est située dans le département français de Seine-et-Marne, sur la commune de Beton-Bazoches.

## Historique
L'édifice a été construit au XIIe et XIIIe siècle.
Sa tour-clocher était à l'origine surmonté d'une flèche qui disparut dans un incendie au  XVIIIe siècle.
Sa façade rose est due à un enduit à base de briques pillées.
L'édifice est classé au titre des monuments historiques en 1930,. 